# 養命酒
養命酒（ようめいしゅ）は、養命酒製造株式会社が製造販売する第2類医薬品（>滋養強壮保健薬>薬用酒）である。「薬用養命酒（やくようようめいしゅ）」として、薬局やドラッグストアなどで販売されている。

## 成分・製法
1. インヨウカク（淫羊藿）
2. ウコン（鬱金）
3. ケイヒ（桂皮）
4. コウカ（紅花）
5. ジオウ（地黄）
6. シャクヤク（芍薬）
7. チョウジ（丁子）
8. トチュウ（杜仲）
9. ニクジュヨウ（肉蓯蓉）
10. ニンジン（人蔘）
11. ボウフウ（防風）
12. ヤクモソウ（益母草）
13. ハンピ（反鼻）
14. ウショウ（烏樟）

このうち1から12までは日本薬局方に、13は日本薬局方外生薬規格に適合する。
上記14種類の生薬を、日本薬局方規定のチンキ剤製法に準じて味醂に冷浸して作られる。添加物として味醂の他にアルコール、ブドウ糖、カラメルを含有する。
アルコールを14 vol%（日本酒やワインと同程度の度数）含有するが、医薬品のため酒税法及び二十歳未満ノ者ノ飲酒ノ禁止ニ関スル法律に規定する「酒類」には該当しない。

## 効能・禁忌
前述の生薬により、滋養強壮の効能を持つとされている。
血行を促進するため手術や出産直後などで出血中の場合と、アルコールを含有するため乗物又は機械類の運転操作を行う場合の服用は禁忌とされている。

## 用法・用量
成人について、1日3回各20ミリリットルを食前又は就寝前に服用する。
製品には専用の計量カップが同梱されており、1回量を容易に計量できる。
前述のとおり酒類に該当しないことから、かつては20歳未満の者に対しても販売促進策をとられた時期があったが、食生活の向上による虚弱児童の減少と飲酒に対する意識の変化を踏まえて、現在は推奨されていない。かつて小児にも設定されていた用法・用量は、現在成人のみの設定となっている。

## 歴史
日本産の薬用酒である。製造元に残る伝承によれば、慶長年間、信州伊那郡大草領（現在の長野県上伊那郡中川村大草）に住んでいた庄屋の塩沢宗閑翁が、雪の中で倒れていた老人を助けた。この老人は塩沢の元を去るときに礼として薬用酒の製法を教え伝え、これを養命酒の起源としている。1602年に「養命酒」の名で製造を始め、1603年に徳川家康へ献上して「飛龍」印の使用が許され、日本初の商標ともされる。赤穂浪士が飲んでいた記録があるほか、1774年刊行の小説『異国奇談和荘兵衛』に登場する。長らく塩沢家が製造したが、1923年に塩沢貞雄が株式会社天龍舘を設立して会社組織になった。
1930年に東京で本格的に養命酒を売り出した当初は全く売れなかった。進出に先立ち試飲した東京の酒類販売業者たちからは「こんなものが売れるものか」と大笑いされたという。しかし地道な宣伝活動を継続して行った結果、33年後の1963年の東京での売り上げは発売開始初年度の約80倍にまで膨らんでいた。世界にも知られるようになったのは、山本五十六海軍大将が養命酒の愛飲家で、ロンドン海軍軍縮会議に参加する若槻禮次郎全権大使に同行した際に持っていったのがきっかけと言われている。その後、中国やマレーシア、シンガポール、ブラジルなどに輸出するようになる。タイ王国では、味・効能とも非常によく似たヤーストゥリーが現在も販売されている。
戦後の一時期、虚弱体質の子供向けの滋養強壮薬としても普及した。少年少女向け漫画雑誌に広告を載せたほか、自動車のおもちゃなどを付けて販売した時期もあった。
また2009年末までは、酒類販売業者において酒類（>リキュール類>薬味酒）としての「養命酒」も販売されていた。「薬用養命酒」とはパッケージのデザインが異なっていたが、中身は両者とも同じであった。しかし酒系市場における売り上げが減少の一途をたどったことから、販売が打ち切られている。

## イメージキャラクター・CM出演者
- 坪井研二（1965年 - 1983年頃）
- 加藤芳郎
- 山本學（1980年代 - 1990年代）
- 大和田獏 （1982年）
- みのもんた （1988年）
- 柳家小三治 （1987年）
- 木の葉のこ （1988年）
- 藤田まこと （1992年 - 2001年）
- 赤木春恵（1993年）
- 三田村邦彦（1994年 - 1995年）
- 立川志の輔 (1996年)
- 草笛光子 （2000年）
- 平淑恵 （2000年）
- 森野文子 （2000年）
- 高橋由美子 (2003年)
- 本上まなみ（2006年）
- 原田美枝子（2007年）
- ゴルゴ13（2013年）
- 中嶋朋子（2016年
- 唐橋ユミ（2016年）
- 藤井隆・乙葉夫婦 (2017年 - 2020年)
- 草刈正雄（2020年現在）[9]
- 武田真一（2024年）